# Ewald Klüber
Ewald Klüber (* 1948 in Geisa; † 3. Juni 2014 in Schleid) war ein Automatisierungstechniker aus dem thüringischen Schleid und Präsident des Rhönklubs.
Er studierte in Ilmenau, verbrachte beruflich bedingt mehrere Jahre in Berlin, Potsdam, Jena und Dresden und war im Kabelwerk Vacha im Bereich Forschung und Entwicklung tätig. Mit der deutschen Einheit wechselte er an das Landratsamt des Wartburgkreises und war dort im Bereich Wirtschafts- und Tourismusförderung tätig. Zwei Jahre lang war er auch Geschäftsführer der Arbeitsgemeinschaft (ARGE) Rhön der fünf in der Rhön liegenden Landkreise.
Klüber gehörte zudem dem Stiftungsvorstand des Rhönklubs an, war von 2008 bis 2011 Vizepräsident und von 2011 bis 2013 Präsident des Rhönklubs. Er war damit der erste Thüringer an der Spitze des Rhönklubs. Er legte sein Amt wegen verbandsinterner Streitigkeiten nieder.
Zudem war er 1989 Mitbegründer des Rhönklub-Zweigvereins Geisa.